# Adela Schuman de Morales
Adela Schuman de Morales (-née Mary Helen Adelaide Hart Schuman-, Honolulu, Hawái; 21 de abril de 1892 - f. Panajachel; 14 de noviembre de 1981) fue una empresaria guatemalteca que nació en Honolulu, Hawái, y llegó a Guatemala cerca de 1905 con su padre y allí fundó varios emprendimientos junto a su familia.

## Reseña biográfica
El más célebre de los emprendimientos de Adela fue el Hotel Casa Contenta en Panajachel, Sololá; un ícono del arte de la hotelería; así como una joya culinaria y arquitectónica. 
Aunque la Casa Contenta fue fundada por James H. y Edyth M. Vinter en 1938, fue Adela quién lo elevó a la categoría de un destino memorable entre los años 40 y 60.  Durante los años de su esplendor, en Casa Contenta se hospedaban personajes internacionales como los escritores Karl Eskelund, Gore Vidal, James A. Michener y Anya Seton; o artistas como Pat Crocker y la fotógrafa Helen S. Williams.
También frecuentaban la Casa Contenta artistas guatemaltecos como Juan Sisay y Humberto Garavito cuyos cuadros adornaban las paredes del hotel.  La marimba de la Casa Contenta fue un instrumento portentoso, obra de Rosendo Barrios.  [El Hotel Casa Contenta] es famoso en todo el país; y [Mami] es la más venerada y fascinante hotelera de Guatemala, dijo de ella un reportaje por Margarite Allen, publicado en el Omaha World-Herald.

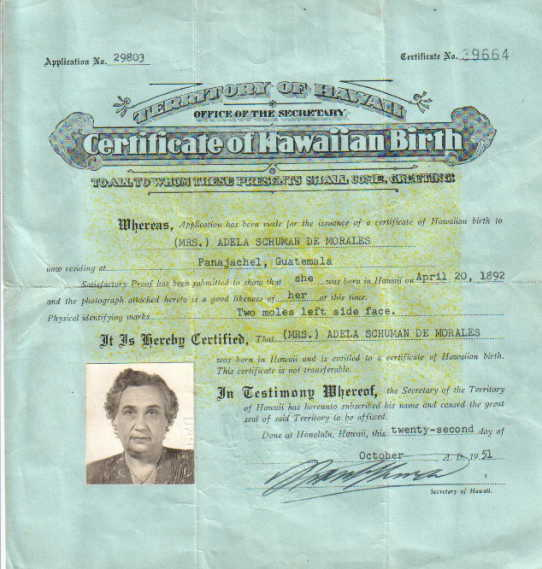
Certificado de nacimiento de Adela S. de Morales

La estación de bomberos de Panajachel lleva su nombre.
Antes de ser propietaria y de dirigir el Hotel Casa Contenta, Adela crio caballos de carrera, una afición que heredó de su padre Emil Schuman que se dedicaba al mismo negocio y al de carruajes para todas ocasiones.   
Ella también importaba animales y plantas exóticas –ella trajo a Guatemala los primeros perros dálmata y gran daneses, y traía cerdos y reses de raza, a ella se le deben las flores conocidas como aves del paraíso en estas tierras–.  Los gatos de Marta Lainfiesta de Ubico le fueron vendidos por Adela. Tuvo una lechería, vendía fiambre y –durante la Gran Recesión, cuando el negocio de los caballos estaba en decadencia– hacía vestidos para mengalas y los vendía.  
Adela fue hija del alemán Emil Schuman, y la hawaiana Minnie Hart.  En 1912 se casó con Federico Chacón Ubico con quien tuvo tres hijos: Emilio, Frances y René; luego de su divorcio con él, contrajo nupcias con Víctor Morales Polanco en 1922 y con él procreó a Jorge, Adela (heredera de la tradición hotelera de Mami en Panajachel) y Janet.
Adela falleció en Panajachel el 14 de noviembre de 1981.